# Der IP-Rechts-Berater
Der IP-Rechts-Berater (Abkürzung: IPRB) ist eine juristische Fachzeitschrift aus dem Verlag Dr. Otto Schmidt (Köln).
Er informiert monatlich über Entwicklungen im Bereich des geistigen Eigentums (Intellectual Property), d. h. dem Gewerblichen Rechtsschutz, dem Wettbewerbsrecht, dem Urheberrecht, dem Presserecht sowie dem Patent- und Kartellrecht. Der IP-Rechts-Berater erscheint seit Anfang 2010 jeweils zum 15. des Monats. Verantwortliche Redakteurin ist Rechtsanwältin Elisabeth Ivanyi.

## Inhalte
Im Vordergrund steht vor allem, die im IP-rechtlichen Alltag auftretenden Fragestellungen aufzuzeigen und Lösungsmöglichkeiten anzubieten. In einem Rechtsprechungsteil werden gerichtliche Entscheidungen kurz kommentiert und ihre praktischen Konsequenzen  aufgezeigt. In einem Kompaktteil (IP-Beratungspraxis) werden IP-Rechtsfragen aus der Praxis  verständlich erläutert und ihre konkrete Bedeutung für die juristische Beratung dargestellt. Außerdem enthält der IPRB  Kurzmitteilungen über Entwicklungen aus Gesetzgebung, Rechtsprechung und IP-Praxis.
Der IP-Rechts-Berater erscheint sowohl als Print- wie auch als Online-Ausgabe. Das Online-Angebot ist über eine Volltextsuche erschlossen.

## Zitierweise
Auf einzelne Artikel verweist man durch Angabe des Kürzels „IPRB“, des Jahrgangs und der Seite. Bei Verweisen auf Gerichtsentscheidungen, die im IPRB abgedruckt worden sind, wird zusätzlich das Gericht genannt.